# Wijker Rib (schip)
Het werkschip de Wijker Rib is oorspronkelijk gebouwd als onderlosser ten behoeve van de verlenging van de havenmond van IJmuiden en is daarna nog ingezet voor de uitbreiding van de havenhoofden van Hoek van Holland. Rond 1975 is het schip verbouwd tot opnemingsschip voor de Deltawerken en uitgerust met een Echolood-installatie.

## Sonar-installatie
Omdat rond 1975 het multibeam echolood nog niet bestond was het maken van een gedetailleerde bodemkaart erg tijdrovend. Om toch meerdere profielen tegelijk te kunnen loden is toen aan de Wijker Rib een tweetal armen aangebracht van ca 25 m per stuk met een gewicht van 6000kg. De armen scharnieren aan de voorzijde van het schip en worden tijdens het varen op hun plaat gehouden door staaldraden. Aan het eind werden ze ondersteund door drijvers. Zie ook het middelste van bijgaande figuur. Om de 1,25 m is een (single-beam) echolood aangebracht, waarvan de transducer 1,4 m onder water zit. In het schip zelf zijn op de lijn van de armen ook nog acht transducers ingebouwd. De 48 echoloden bestrijken dus een strook van 60 m, er kan dus in één keer een detailopname van een strook van 60 m opgenomen worden.

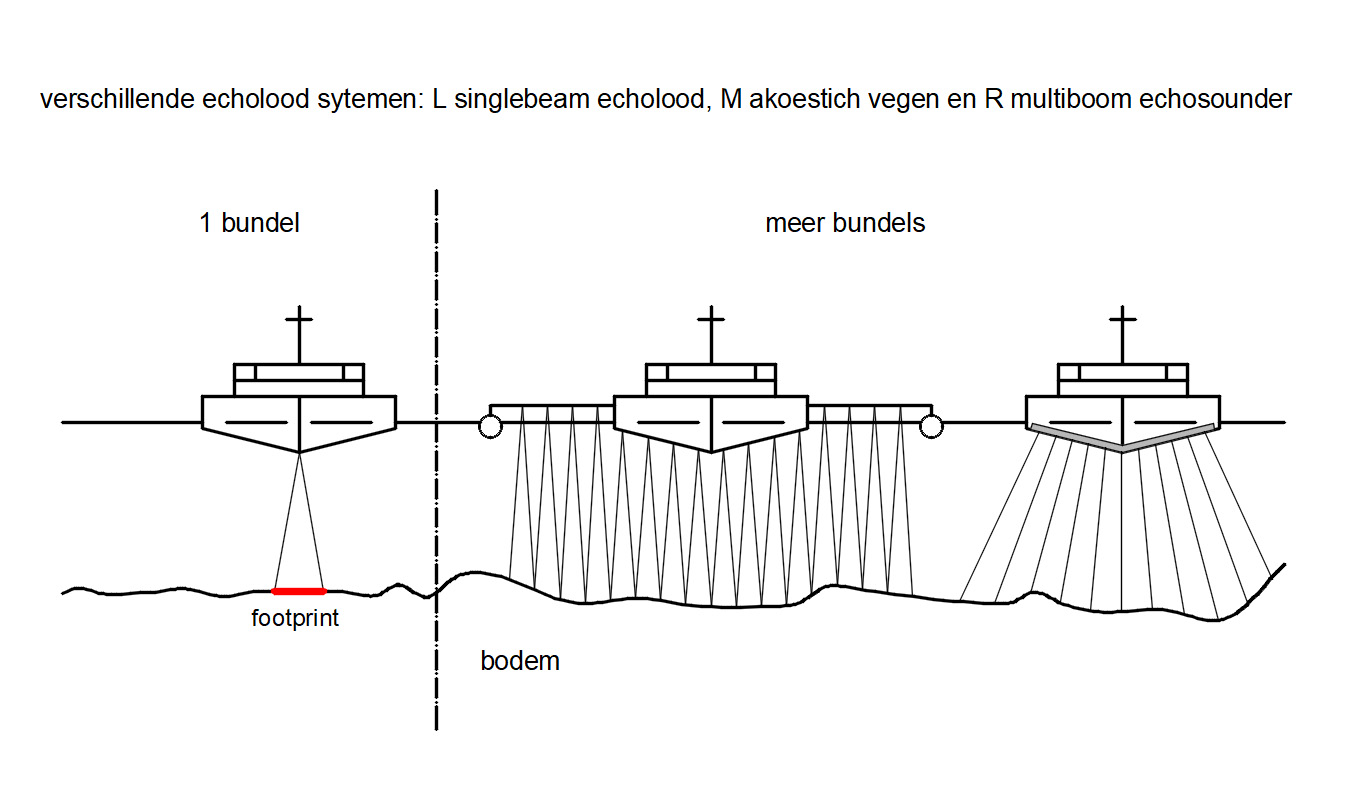
Midden het systeem van de Wijker Rib, rechts een moderne multibeam

De registraties van de 48 echoloden wordt op papier weggeschreven met een papiersnelheid van 3 of 6 m/min. 

## Andere aanpassingen
Om het schip geschikt te maken als opnamevaartuig werden naast de twee hoofdmotoren nog twee Schottel-moteren geplaatst van 550 pk voorin en 250 pk achterin. De maximale snelheid is 12 mijl/uur, maar tijdens opnamen is dan niet meer dan 2 à 3 knoop.Het elektrische boordnet van 32 kVA wordt uitgebreid met een nood-aggregaat en een accuset, hetgeen continuïteit garandeert in de voeding van de computers. 
Er is toen ook Decca-navigatie ingebouwd voor een zo nauwkeurig mogelijke plaatsbepaling. Hiervoor is een speciale meetcabine op het voordek geplaatst. Bovendien is er een puls-radarzender die in samenwerking met een baken op de wal een hele precieze plaatsbepaling mogelijk maakt. 

## De Portunus
De Wijker Rib is in 1983 ook uitgerust als moederschip van de Portunus.  De Portunus wordt vanaf de Wijker Rib overboord gezet en dan op afstand via een navelstreng van 7 cm dik en 250 m lang bestuurd. Via deze navelstreng vindt ook de energievoorziening van de Portunus plaats. Juist achter het bakdek van de Wijker Rib is een speciale zwenkkraan geplaatst met een hefvermogen van 7,5 ton op 10,5 m, voor het tillen van de Portunus; er wordt gezorgd voor compensatie van de deining.
Het lierwerk kan ook op een lage constante trekkracht worden ingesteld wanneer de Portunus over de bodem rijdt. Het hijsen en strijken kan alleen vanaf de kraan gebeuren; zwenken en licht belast halen en vieren kan ook vanaf de brug. Het einde van de kraangiek heeft een rollenbaanconstructie die kantelbaar is; dit in het belang van een optimale begeleiding van de kabel. Onder het bereik van de kraantop is een houten werkdek van 7 x 8 m, waar de Portunus op geplaatst kan worden, met zijn neus in elke gewenste richting. Op het voordek zijn twee draadlieren, en op het achterdek een. Met deze lieren kan de Portunus bij het afvieren in de gewenste positie worden gehouden.